# Apple Wireless Keyboard

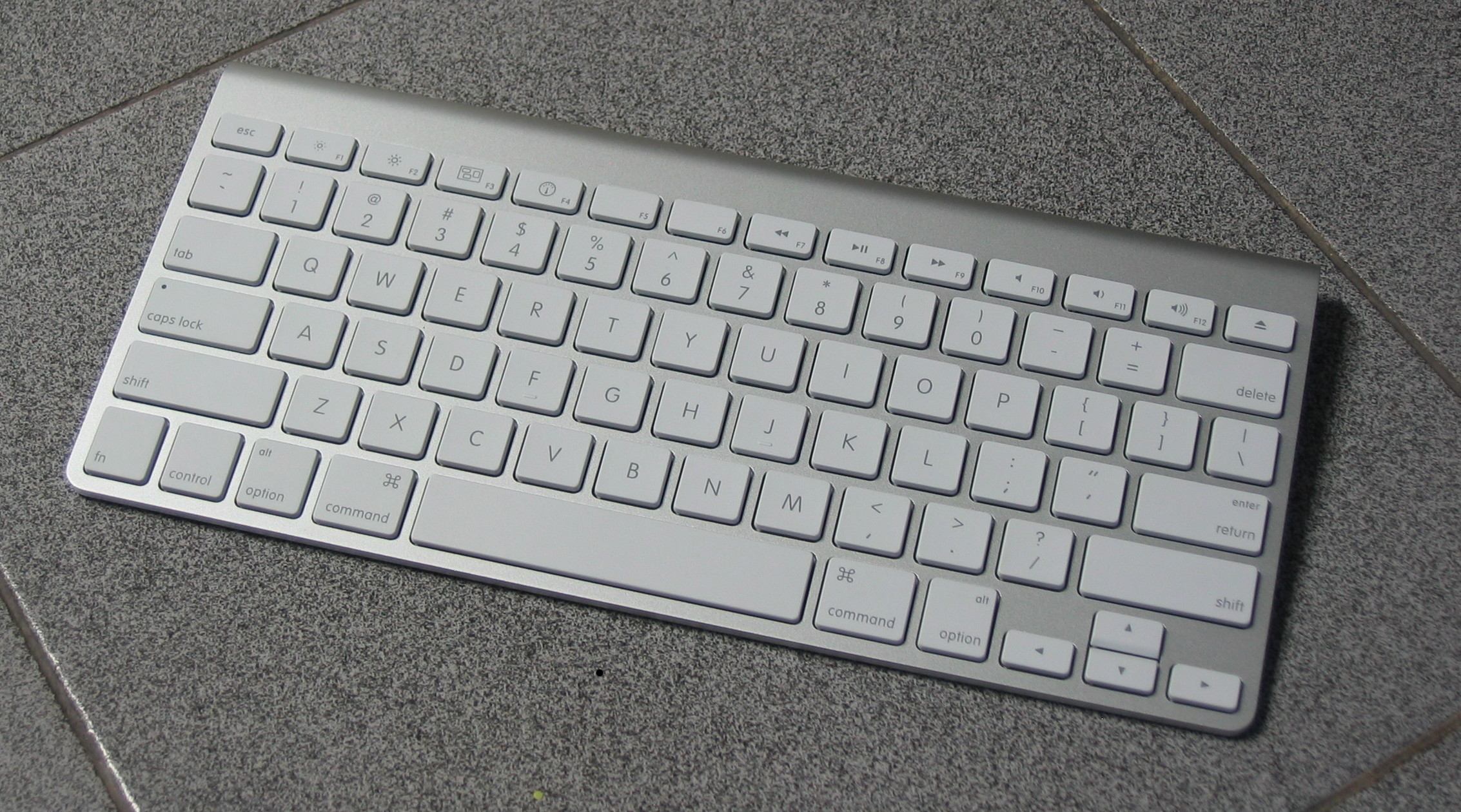

Apple Wireless Keyboard, är ett trådlöst tangentbord tillverkat av Apple Inc. Det visades första gången på Apple Expo den 16 september 2005. Det fungerar med alla moderna Appledatorer, och iOS-enheter. Tangentbordet ansluts via Bluetooth, och till skillnad från den tidigare modellen som anslöts med kabel, har Wireless Keyboard inga USB-portar.
Modellen slutades att tillverkas den 13 oktober 2015, då den ersattes av den nya Magic Keyboard.